# شكوكية فلسفية
الشكوكية الفلسفية (بالإنجليزية: Philosophical skepticism) هي مدرسة فلسفية فكرية تبحث في إمكانية حتمية المعرفة. تبنى الفلاسفة الشكوكيون    في مختلف الفترات التاريخية، مبادئ وجدالات متنوعة، ولكن تراوحت إيديولوجياتهم من رفض حتمية المعرفة الشاملة، إلى تعليق الحكم بسبب عدم توفر أدلة كافية.

## نظرة عامة
لا تُعتبر الشكوكية موقفاً خاصاً بالفلسفة بل نجدها في العديد من المواقف الأخرى. فقد كان هناك في العالم القديم، تقليدان أساسيان للشكوكية؛ الأول هو الشكوكية الأكاديمية التي اتخذت موقفاً دوغمائياً واعتبرت أن حتمية المعرفة غير ممكنة. رفض الشكوكيون البيرونيون أخذ موقف دوغمائي بخصوص جميع المشاكل من ضمنها الشكوكية.
أما الثاني فقد عُرف بالشكوكية الراديكالية والتي زعمت أنه ليس بإمكان المرء أن يعرف شيئاً بصورة حتمية، وهذا يتضمن عدم قدرة المرء على أن يعرف ما إذا كان يعرف شيئاً.
بالإمكان تصنيف الشكوكية حسب النطاق الذي تغطيه؛ ضمن الشكوكية الموضوعية التي تتضمن الشك بجوانب معرفية محددة، على سبيل المثال، الشكوكية الأخلاقية، والشك بالعالم الخارجي، أو الشك بالآخر. بينما تشمل الشكوكية الشاملة، الشك بإمكانية يقينية المعرفة بشكل كامل.
يمكن تصنيف الشكوكية أيضاً بالاعتماد على منهجياتها. ففي الفلسفة الغربية، جرى اتباع نهجين أساسيين للشك.
الشكوكية الديكارتية، والتي أخذت اسمها بالخطأ من الفيلسوف رينيه ديكارت، والذي لم يكن شكوكياً بل استخدم الجدالات الشكوكية في تأملاته ليؤسس منهجه العقلاني للوصول إلى المعرفة، والذي يحاول أن يظهر بأن أي ادعاء بمعرفة حتمية يتقبل الشك.
هناك أيضاً شكوكية أغريبا والتي تركز على إيجاد المبررات بدلاً من إمكانية الشك. وفقاً لهذه الرؤية الفلسفية، هناك ثلاث طرق بالإمكان استخدامها لتبرير معضلة ما ولكن لا يمكن الاعتماد على أي منها؛ الأولى هي الاستمرار في طرح التبريرات ولكن ذلك قد يؤدي إلى ارتداد لا نهائي. الثانية هي التوقف عند الوصول إلى تأكد دوغمائي، والثالثة هي متابعة الجدال المنطقي داخل حلقة دائرية من دون التوصل إلى استنتاج مناسب.
تختلف الفلسفة الشكوكية عن الشكوكية المنهجية بكون الفلسفة الشكوكية تبحث عن إمكانية اليقينية في حتمية المعرفة، بينما تتجه الشكوكية المنهجية نحو دراسة الحقائق المعرفية بشك دقيق في سبيل الوصول إلى تمييز الخطأ عن الصواب.
تقوم الفلسفة الشكوكية على أساس أن الفيلسوف الشكوكي لا يملك أي معرفة حالية. يؤكد بعض أتباع هذه الفلسفة على أن يقينية المعرفة، ممكنة نظرياً. ويمكن القول إن سقراط قد تبنى هذه الفكرة، حإذ إنه اعتقد أن اكتساب المعرفة ممكن في حالة استمرار الإنسان بطرح الأسئلة، ولكنه لم يكتسبها بعد.
ذهب بعض الشكوكيين إلى أبعد من هذا وزعموا أنه من المستحيل الوصول إلى المعرفة الحقيقية. على سبيل المثال؛ تدفقت أفكار المدرسة الأكاديمية في اليونان القديمة بعد زمن الفيلسوف كارنياديس.
وهناك طريقة ثالثة للشكوكية تتضمن عدم قبول أو رفض إمكانية التيقن المعرفي.
يمكن أن تكون الشكوكية شاملة أو محدودة ضمن مواضيع معينة. يناقش الشكوكي الشامل أنه لا يملك يقينية معرفة خطأ أو صواب أي شيء.
تواجه الفلسفة الشكوكية الأكاديمية صعوبة كبيرة بدعم هذا النقاش وفي الوقت ذاته المحافظة على الدقة الفلسفية، إذ يتطلب هذا الزعم معرفة حقيقة أن لا شيء يمكن معرفته، ولا يشمل معرفة حقيقة أن لا شيء يمكن معرفته. ولكنه بالإمكان استخدامه في صيغته الاحتمالية عن طريق رجحان الأدلة المتوفرة. ولهذا، فإن بعض من يتبعون هذه الصيغة يتجنبون الشكوكية المتطرفة من خلال تمسكهم بآراء التأكد المعتدل أو التصديق بحقيقة الشيء (إلى حد ما).
إن استخدام هذه الصيغة الاحتمالية في الجدال الشكوكي، قد يؤدي إلى تقوية أو ربما إضعاف الشكوكية.
فقد يؤدي جدال الفلسفة التجريبية للفيلسوف إمبيريكوس إلى إضعاف الشكوكية ودعم الدوغمائية، عن طريق الزعم بأن التجربة الحسية لا تقبل الشك. ولكن الفيلسوف كانت وبعد فترة طويلة، أعاد تعريف الدوغمائية بطريقة تجعل من يقينية الواقع في العالم الخارجي أمرًا غير محتمل. وبينما يناقش الكثير من فلاسفة الحقبة الهيلينية بأن كل من لا يتبع منهج الشكوكية الشاملة هو دوغمائي، يجد الكثير من الفلاسفة بعد ذلك هذا الموقف متطرفاً.
في جميع الأحوال، لم تتبع الفلسفة البرونية الشكوكية مبدأ مقيدًا كهذا، على اعتبار أن بيرّو قد زعم فقط، أنه هو شخصياً لا يعرف شيئاً، ولم يذكر أي شيء بخصوص إمكانية اليقينية في المعرفة. وكذلك الفيلسوف أركسيلاوس الذي لم يصدر هكذا ادعاء، على اعتبار أنه بالكاد قام بالتعديل على عبارة سقراط الشهيرة «كل ما أعرفه هو أنني لا أعرف شيئاً» بإضافة «ولا أعرف هذا أيضاً» وبالتالي فإنه قد رفض الدوغمائية.
أما الشكوكيون الموضوعيون فيرفضون فكرة الحصول على معرفة كاملة في موضوع معين. إذ يمكن أن يتبعوا المنهج الشكوكي بخصوص معرفة موضوع معين، ولا يتبعون هذا المنهج بخصوص مواضيع أخرى. وقد يحدث اختلاط لأنواع مختلفة من الشكوكية اعتماداً على المجال أو الموضوع، حيث يمكن لأحد ما على سبيل المثال أن يشك بالحقائق المعروضة في الأنواع المتعددة من الصحافة، وفقاً لنوع الإعلام الذي يثق به.
في الفلسفة الإسلامية، تأسست فكرة الشكوكية على يد الغزالي، المعروف في الغرب باسم “Algazel” كجزء من المدرسة الأشعرية لدراسة اللاهوت الإسلامي.

### إحياء الشكوكية في القرن السادس عشر
نشر الكاتب فرانسيسكو سانشيز كتاب «استحالة المعرفة» في سنة 1581 ويعتبر أحد أهم النصوص الشكوكية في عصر النهضة.

### الأبيستمولوجيا والشكوكية
تناقش الشكوكية، بوصفها جدالًا أبيستمولوجيًا، ما إذا كانت المعرفة ممكنة على الإطلاق. ويختلف هذا عن بعض المواقف الشكوكية الأخرى، مثل الشكوكية الديكارتية، لكونه يتناول المعرفة بصورة عامة بدلاً من تناول فروع معرفية محددة.
يجادل الشكيون بأن الإيمان بشيء ما لا يعني بالضرورة التأكد من معرفة حتمية حقيقته، وبهذا يعارضون فكرة الفلسفة التأسيسية، التي تنص على أن هناك مواضع معرفية معينة يمكن تفسيرها ذاتياً أو تتخطى قابلية تفسير الإنسان، (وهذا موجود في أخلاقيات سبينوزا). يمكن أن تأخذ الإجابة الشكوكية على هذه الرؤية مناحي متعددة. إذ إن الادعاء بضرورة وجود قضايا أساسية في الفلسفة يشتمل على مغالطات عديدة.
بالإضافة إلى وجود جدالات فلسفية أخرى، يستخدم الشكوكيون (معضلة مانكاوزن الثلاثية) ومعضلة بدء المعرفة، للادعاء بأنه لا يمكن الوصول إلى إيمان حتمي. وقد أُطلقت تسميات متعددة على هذا الموقف الفلسفي، حيث سُمي بالعدمية الأبيستمولوجية أو الشكوكية الشاملة أو الشكوكية المتطرفة.
بينما استخدم التأسيسيون المعضلة الثلاثية ذاتها كمبرر لدعم شرعية الإيمان. تضمنت مواقف فلسفية شكوكية أخرى التالي:
- الخيالية، وهي الاعتراف بعدم امتلاك الحقيقة المعرفية وفي الوقت ذاته الانصياع للاستنتاجات في مواضيع معينة مثل نظام المنفعة والجماليات أو قضايا أخرى، وبدون تمسك بحتمية حقيقة استنتاج معين.
- فلسفة الإيمان (وهي تختلف عن الإيمان الديني)، والتي تدعم الحقيقة وراء افتراضات معينة ولكن تفعل ذلك دون تأكيد حتمي.
- بعض أشكال البراغماتية والتي تتقبل نظام المنفعة كمؤشر مؤقت على وجود حقيقة ولكنها لا تعتبره نظاماً كونياً.

تحتوي الفلسفة الأبيستمولوجية على فئتين مختلفتين، الأولى هي فلسفة شكوكية مخففة والثانية غير مخففة، كلاهما فئتان فلسفيتان شكوكيتان ولكنهما قد تتناقضان.
لا تقبل الشكوكية المخففة الادعاءات المعرفية الصارمة ولكنها قد تتفق، إلى حد ما، مع ادعاءات معرفية أضعف وفي مجالات محددة. ويطلق على هذه الادعاءات الضعيفة اسم (المعرفة الافتراضية)، ولكنها يجب أن تحتوي على إيمان مشروع.
أما بالنسبة للشكوكية غير المخففة، فإنها ترفض المعرفة الصارمة والمعرفة الافتراضية. يتم تحديد تصنيف المعرفة بكونها صارمة أو ضعيفة، افتراضية أو أصيلة، اعتماداً على وجهة نظر المفكر والطريقة التي يصنف بها المعرفة.
لدى الشكوكية المخففة موقف إيجابي تجاه المعرفة، وفي الوقت ذاته فهي تحافظ على الاعتقاد الشكي بأن المعرفة الحقيقية، وإن كانت صائبة، لا يمكن أن تدرك. يحمل الشكوكيون من هذا النوع أيضاً اعتقاداً بأن المعرفة لا تتطلب اليقينية، وأن الكثير من الاعتقادات، يمكن تأكيدها إلى حد الاستفادة منها في عيش حياة ذات معنى.

### نقد الشكوكية
تحتوي أغلب الفلسفات على نقاط ضعف تُعرضها للنقد وهذا مبدأ أساسي لتطور وسير العملية الفلسفية. تؤكد الفلسفة الشكوكية على استحالة إمكانية الوصول لحقيقة حتمية وأن الحقيقة تكون (محتملة) فقط. وتجادل الفلسفة الشكوكية العلم بكون النظرية العلمية تثبت فقط حقيقة موجودات محددة حيث أن الاختبارات العلمية تُجرى على حالات محددة، وكذلك أن هذه الاختبارات تعتمد فقط على الملاحظة الحسية.
يتم نقد الشكوكية بسبب احتوائها على تناقض في أن الادعاء: «لا يمكن التوصل لحقيقة حتمية» هو بحد ذاته حقيقة معروفة ضمن الشكوكية. الجدال الفلسفي المعروف Here is one hand الذي طرحه جورج إدوارد مور هو نقد آخر بسيط يقوم بنقض الطرح الشكوكي ويدعم التفكير الفطري.
وقد قدم بيير لو مورفان (2011) ثلاث منهجيات مختلفة للتعامل مع الشكوكية. الأولى أطلق عليها اسم «هزم الشكوكية» حيث بيّن هنا أن الشكوكية يجب أن تتم معاملتها كمشكلة تتطلب حلًا، أو تحدٍّ يجب اجتيازه، أو خطر ينبغي التصدي له؛ ويناقش بأن قيمة الشكوكية إن وجدت تكون مأخوذة من دورها كعائق فلسفي، إذ إنها تكشف لنا ما يجب تحقيقه بالمعرفة والاعتقاد المبرر.
يطلق مورفان على المنهجية الثانية اسم «تجاوز الشكوكية» إذ يجادل بأن الشكوكية يجب أن يجري تجاوزها باعتبارها اهتماماً أساسياً للأبستيمولوجيا.
ثم يقدم منهجية ثالثة ويطلق عليها «المقاربة الصحية» والتي تدعو إلى البحث عن الحالات التي تكون فيها الشكوكية مفيدة والحالات التي تسبب فيها الشكوكية ضرراً.

### الفرضيات الشكوكية
الفرضية الشكوكية هي موقف افتراضي يُستخدم في الجدالات الفلسفية للشكوكية لنقض حتمية حقيقة معينة أو فئة معينة من الحقائق.
حيث تطرح الفرضية في الغالب احتمالية وجود قوة فوقية خادعة تقوم بخداع الحواس البشرية وتقوض حتمية معرفة الحقائق. وقد حازت الفرضيات الفلسفية على اهتمام كبير في الفلسفة الغربية الحديثة.
تظهر أول نظرية فلسفية في الفلسفة الغربية الحديثة في كتاب رينيه ديكارت، تأملات في الفلسفة الأولى. يكتب ديكارت في نهاية التأمل الأول: «سوف أفترض.. أن هناك شيطاناً ذا قوى خادعة قصوى قد سخر جميع طاقاته لخداعي».
- فرضية «العقل داخل إناء» والتي تستخدم في النقاشات العلمية، حيث تفترض إمكانية أن الأنسان عقل بدون جسد موضوع في إناء ويتم تغذيته بإشارات حسية كاذبة من قبل عالم مجنون.
- فرضية «الحلم» الخاصة بديكارت والفيلسوف الصيني جوانغ زي والتي تفترض أن الواقع لا يمكن تمييزه عن الحلم.
- فرضية ديكارت «للشيطان المحتال» والذي وصفه ديكارت بأنه «كائن يستخدم جميع ذكائه وحنكته وقوته ويوجه جميع جهوده لخداعي».
- فرضية «الخمس دقائق» والتي تفترض أن العالم قد خُلق مؤخراً وأضيفت إليه ذاكرة تدل على وجود تاريخ قديم.
- فرضية «الواقع الافتراضي» أو «فرضية الماتركس»، والتي تفترض أن جميع البشر والكون بأكمله، قد يكونون داخل محاكاة عالم رقمي أو واقع افتراضي.